# トレイトン
トレイトン SE（Traton SE）（旧:TRATON GROUP, 旧:Volkswagen Truck＆Bus AG）は、フォルクスワーゲン・グループの子会社であり、傘下にMAN Truck & Bus、スカニア、ブラジルでの「トラック&バス」ブランドであるフォルクスワーゲン・カミニョイス・イ・オニブス（Volkswagen Caminhões e Ônibus）を保有する世界有数の商用車メーカー。同社はまた、「RIO」としてブランド化されたデジタルサービスも提供している。2019年、グループ合計で約242,000台の車両を販売している。取り扱い製品は、小型トラック、中型トラック、および大型トラックのほか、バンやバスも含まれる。2019年12月31日現在、トレイトンは17ヶ国29箇所で約83,000人を雇用している。なお、商用車販売規模で世界第3位となる。

## 歴史
1979年、フォルクスワーゲンはブラジルの商用車メーカーであるクライスラー・モーターズド・ブラジルの株式67％を取得。1980年、フォルクスワーゲンはクライスラーの残りの株式を引き継ぎ、これにより会社名をフォルクスワーゲン・カミニョイス・イ・オニブス（Volkswagen Caminhões e Ônibus Ltda.）に変更し、フォルクスワーゲン商用車部門に割り当てている。
2000年代初頭、フォルクスワーゲンはスウェーデンのスカニアに30億ドイツマルクを投資したことにより、議決権の34％に当たる株式の18.7％を保有していた。2006年、MAN SEはフォルクスワーゲンと他のスカニアの株主に対し96億ユーロの買収提案を提示している。しかし提案の数日後、フォルクスワーゲンはこの提案を拒否。2007年1月にMAN SEはこの提案を取り下げており、3者間での提携の可能性に付いて協議している。この結果、フォルクスワーゲンはMAN SEの株式を数回に渡り買い増ししており、2011年5月、持ち株比率が議決権を行使できる過半数となる55.9%までに達しており、フォルクスワーゲンは2012年6月6日に株式の75.03％を保有したと発表。2013年6月6日、MANはフォルクスワーゲンに対する譲渡契約に署名している。
2016年、フォルクスワーゲントラック＆バスは、アメリカのトラックメーカーであるナビスター・インターナショナルコーポレーションの 16.6％の株式を取得。両社は戦略的技術と供給協力イニシアチブを締結し、購買合弁会社を設立している。
2018年4月12日、フォルクスワーゲントラック&バスと日野自動車は、調達、技術、ロジスティックスなどの幅広い戦略的パートナーシップの締結を発表。2019年11月、日野との調達合弁会社「Hino & TRATON Global Procurement GmbH」を設立している。株式の51％がトレイトンによって、49％が日野によって保有されている。
2018年4月中旬、フォルクスワーゲン トラック&バスは本社をブラウンシュヴァイクからミュンヘンに移転。
2018年10月、トレイトンはMANのトランスミッション部門である「Renk」と発電機部門である「MAN Energy Solutions」の株式をフォルクスワーゲンに売却すると発表。
2018年12月、トレイトンは欧州企業（EC）として正式に切り替えを完了。2019年6月28日以降、同社の株式はフランクフルトとストックホルムの証券取引所に上場している。
2020年1月30日、トレイトンはナビスター・インターナショナル社の発行済株式の全てを一株辺り35ドル、合計で29億ドル（約3,070億円）で購入する提案を発表している。9月14日、ナビスターはこの買収案を拒否することを発表。企業価値が過少評価されているとして買収提案後に一株辺り45ドルにまで価格を引き上げており、再査定を要求。
2020年10月、1株あたり44.5ドルで決着。最終的に1月の提案価格から27%引き上げる形となった。
2020年2月、トレイトンは全体的な構造を簡素化するためにMAN SEと合併する予定であると発表。合併の結果「MAN Truck＆Bus SE」「Scania AB」「Volkswagen Caminhões e Ônibus」はトレイトンの完全子会社となる予定。

## 企業構造

### フォルクスワーゲングループへの統合
トレイトンは、フォルクスワーゲングループの商用車ビジネスを形成しており、89.7％の過半数の株式を保有している。商用車ビジネスエリアに以前はフォルクスワーゲンの商用車ブランドが含まれていたが、フォルクスワーゲングループの管理構造の変更に伴い、フォルクスワーゲン商用車ブランドは2019年1月1日から乗用車ビジネスエリアに再度割り当てられている。
スカニアAB（82.63％）とMAN SE（94.36％）の過半数の株式を保有しており、ナビスター・インターナショナルの16.7％の株式も保有している。MAN SEは、MAN Truck＆Bus SEの100％とMAN Latin America Ltdaの100％の株式を保有し完全子会社であり、スカニアの残り17.37％の株式は香港の貨物自動車メーカーであるシノトラックが保有している。

### 社名
「Traton」には意味が込められているとTratonCEOであるアンドレアス・レンシュラー（Andreas Renschler）が語っており、最初の3文字「Tra」には一世紀に渡る自分達のブランドに対する敬意を表し「ton」はトンを表しており、世界中で莫大なトン数を移動させるという意味が込められている。

## 保有ブランド

### MAN Truck＆Bus
物流の長距離輸送向け、建設現場向けの中型、大型トラックの製造開発を行う。フォルクスワーゲン・クラフターなどのライトバンやネオプランなどのバス製造も行っており、様々なモデルの提供を行っている。2019年、MANは97,524台のトラックと7,363台のバスを含む合計104,887台の車両を販売している。2019年のMAN Truck＆Bus部門の売上高は、110億8,800万ユーロであった。

### スカニア
主に物流用の長距離輸送向け、建設現場向けの大型トラックの製造を行うほか、自動運転トラックなどの開発も行い、路線バスや都市間バスの製造も行っている。2019年、スカニアは91,680台のトラックと7,777台のバス、合計99,457台の車両を販売している。

### VolkswagenCaminhõeseÔnibus
マン・ラテン・アメリカ（MAN Latin America）は発展途上国市場に特化したフォルクスワーゲン・トラック&バスのポルトガル語表記である「フォルクスワーゲン・カミニョイス・イ・オニブス（VolkswagenCaminhõeseÔnibus）」ブランドとして展開しており、物流や建設用途向けの小型、中型、大型トラックや路線バスや都市間バスの販売を行っており、2019年、マン・ラテン・アメリカは合計41,891台を販売している。

### RIO
物流業界の効率化と収益性を向上させるサプライチェーン全体に対するデジタルソリューションの提供。電気自動車や自動運転開発のためのソフトウェアの開発、そのデジタルサービスの提供を行う。

### インターナショナルモーターズ(旧:ナビスター・インターナショナル)
2020年10月、発行済株式を一株あたり44.5ドルで買収することに基本合意したことで傘下企業入りとなった。